# Devin the Dude
Devin the Dude (* 4. Juni 1970 in St. Petersburg, Florida; bürgerlich Devin Copeland) ist ein US-amerikanischer Rapper aus Houston, Texas, der bei dem Down-South-Label Rap-A-Lot Records unter Vertrag stand.
Sein Stil zeichnet sich besonders durch seine sehr entspannte Mischung aus Rap und Gesang und entspannte Musik aus und findet neben der amerikanischen auch in Teilen der deutschen HipHop-Szene Anhängerschaft.

## Karriere
Mit seinem ersten Album The Dude erreichte er gegen Ende der neunziger Jahre einen gewissen Bekanntheitsgrad im amerikanischen Untergrund. Größere Aufmerksamkeit bekam er jedoch erst durch seine Mitarbeit an dem Lied Fuck You mit den Rapgrößen Dr. Dre und Snoop Dogg auf dem Album 2001 von Dr. Dre. Danach veröffentlichte er noch die Alben Just Tryin’ ta Live, To tha X-Treme und Waiting to Inhale.
Außerdem arbeitete er unter anderem noch mit folgenden bekannten Rappern zusammen: Nas, Xzibit, De La Soul, Scarface, Chamillionaire, Bun B.
Seine Texte handeln hauptsächlich von Sex, Marihuana, Party und zwischenmenschlichen Beziehungen aber auch von ernsten persönlichen Themen, die er in nicht plumpem, humorvollem Stil vorträgt.

## Diskografie

### Studioalben
- 1998: The Dude
- 2002: Just Tryin’ ta Live
- 2004: To tha X-Treme
- 2007: Waiting to Inhale
- 2008: Landing Gear
- 2010: Suite #420
- 2010: Gotta Be Me
- 2013: One for the Road
- 2017: Acoustic Levitation
- 2019: Still Rollin’ Up: Somethin’ to Ride With
- 2021: Soulful Distance

### Kompilationen
- 2008: Smoke Sessions, Vol. 1
- 2008: Greatest Hits
- 2008: Hi Life

### Kollaborationen
- 1994: Odd Squad – Fadanuf fa Erybody!! (Rap-A-Lot Records)
- 1996: Facemob – The Other Side of the Law (Rap-A-Lot Records)
- 2004: Dilated Peoples – Poisonous
- 2006: Coughee Brothaz – Collector’s Edition
- 2006: J.A. & Devin the Dude Smoke One 4 Your Brother on the Grind Mixtape
- 2007: Coughee Brothaz – Waitin Our Turn
- 2008: Devin Smoke Session Volume 1
- 2011: Devin feat. Coughee Brothaz – fresh brew